# Quiet Riot
Quiet Riot je americká heavy metalová skupina, založená roku 1973. Skupinu založil kytarista Randy Rhoads a baskytarista Kelly Garni pod původním názvem Mach 1, změněným na Little Women a nakonec na Quiet Riot. K původní sestavě, kterou vedl zpěvák Kevin DuBrow patřili ještě kytarista Randy Rhoads, baskytarista Kelly Garni a bubeník Drew Forsyth.
Podle vyjádření DuBrowa vznikl název skupiny při rozhovoru s Rickem Parfittem (zpěvák a kytarista Status Quo), který řekl, že kdyby měl skupinu, dal by jí jméno Quite Right, což s jeho silným anglickým přízvukem znělo jako Quiet Riot.
Členem této kapely byl několik let i slavný kytarista Randy Rhoads, který natočil 2 alba s Ozzym Osbournem. Quiet Riot se proslavili metalovými hity jako Bang Your Head (Metal Health), Slick Black Cadillac a The Wild and the Young, ale nejvíce je proslavila coververze písně Cum On Feel the Noize od Glam rockové kapely Slade. Tato skladba vydržela dva týdny na 5. příčce singlového žebříčku Billboard. Hlavně díky této skladbě se skupina proslavila, album Metal Health na kterém se skladba vyskytuje bylo velmi úspěšné. Dodnes se kopií tohoto alba prodalo asi 6 milionů kusů. Obrovský úspěch zaznamenal také videoklip Come On Feel the Noize který následně začal rotovat na MTV. Americká kabelová televize VH1 zařadila skupinu mezi 100 nejúspěšnějších interpretů hard rocku.
25. listopadu 2007 byl frontman skupiny Kevin DuBrow nalezen mrtev ve svém domě v Las Vegas. Podle pitvy byl v době nálezu již šest dní po smrti. Kapela se tak následně na čas rozpadla.
Bubeník Frankie Banali znovu zformoval Quiet Riot v roce 2010 v sestavě Chuck Wrigh (baskytara), Alex Grossi (kytara) a Mark Huff (zpěv). V roce 2012 vystřídal Marka Huffa zpěvák Scott Vokoun, avšak již listopadu 2013 jej nahradil Jizzy Pearl.
27. června 2014 vydali album Quiet Riot 10, v roce 2017 album Road Rage a v roce 2019 zatím poslední album Hollywood Cowboys.
Dne 20. srpna 2020 ve věku 68 let zemřel bubeník Frankie Banali na rakovinu pankreasu (slinivky břišní). Na jeho místo nastoupil Johnny Kelly.
V začátkem srpna 2021 Quiet Riot oznámili, že se vrací zpět baskytarista Rudy Sarzo a nahradí Chucka Wrighta, který právě byl nástupce Sarza v roce 1985. Rudy Sarzo je tak jediným členem kapely, který zažil nejslavnější období během vydání desky Metal Health (1983). Nová sestava plánovala vydat novou hudbu a vyrazit na turné v průběhu let 2022 a 2023.

## Sestava

### Současní členové
- Rudy Sarzo - baskytara
- Alex Grossi - kytara
- Jizzy Pearl - zpěv
- Johnny Kelly - bicí

## Diskografie

### Studiová alba
1. Quiet Riot (1978)
2. Quiet Riot II (1978)
3. Metal Health (1983), 6x platinová deska
4. Condition Critical (1984), platinová deska
5. Quiet Riot III (1986)
6. QR (1988)
7. Terrified (1993)
8. Down to the Bone (1995)
9. Alive and Well (1999)
10. Guilty Pleasures (2001)
11. Rehab (2006)
12. Quiet Riot 10 (2014)
13. Road Rage (2017)
14. Hollywood Cowboys (2019)

### Kompilace
1. Winners Take All (1990)
2. The Randy Rhoads Years (1993)
3. Greatest Hits (1996)
4. Super Hits (1999)
5. The Collection (2000)
6. Live & Rare Volume 1 (2005)
7. New and Improved (2005)
8. Playlist:The Very Best Of Quiet Riot (2008)

### Singly
1. It's Not So Funny (1977)
2. Slick Black Cadillac (1979)
3. Bang Your Head (Metal Health) (1983), 31. místo v Hot 100
4. Cum On Feel the Noize (1983), 5. místo v Hot 100
5. Slick Black Cadillac (1983)
6. Mama Weer All Crazee Now (1984), 51. místo v Hot 100
7. Party All Night (1984)
8. Winners Take All (1984)
9. Bad Boy (1984)
10. The Wild and the Young (1986)
11. Twilight Hotel (1986)
12. Stay with Me Tonight (1988)
13. Little Angel (1993)